# Оса (Брестская область)
О́са (бел. Воса) — агрогородок в Кобринском районе Брестской области Белоруссии. Входит в состав Дивинского сельсовета.
По данным на 1 января 2016 года население составило 303 человека в 123 домохозяйствах.
В агрогородке расположены детский сад – базовая школа, дом культуры, фельдшерско-акушерский пункт и магазин.

## География
Агрогородок расположен в 3 км к северу от белорусско-украинской границы, в 40 км к юго-востоку от города и станции Кобрин и в 69 км к востоку от Бреста.
На 2012 год площадь населённого пункта составила 2,81 км² (281 га).

## История
Населённый пункт известен с XVI века. В разное время население составляло:
- 1999 год: 169 хозяйств, 435 человек;
- 2005 год: 149 хозяйств, 380 человек;
- 2009 год: 333 человека;
- 2016 год[2]: 123 хозяйства, 303 человека;
- 2019 год[1]: 238 человек.